# Tiara unispina
Tiara unispina is een hooiwagen uit de familie Zalmoxioidae.